# Vincent Goemaere

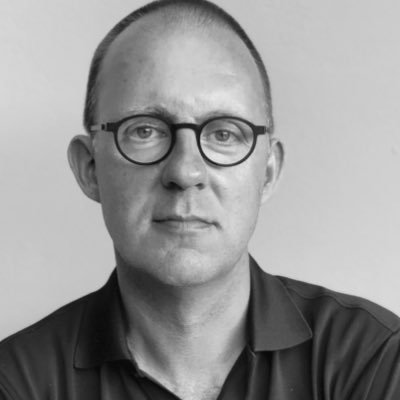

Vincent Goemaere (Brugge, 27 augustus 1972) is een Belgisch ondernemer.
Goemaere is CEO en oprichter van het Belgische softwarebedrijf Stardekk, dat in Brugge gevestigd is. Stardekk is gespecialiseerd in online reservatiesystemen voor hotels en restaurants en is onlangs gefusioneerd met het Gentse Lighthouse (voormalig OTA Insight). 
Goemaere werd in 2007 door Unizo genomineerd als Creatieve Ondernemer. In 2015 won hij “den Brugschen beer”, een award voor ondernemers uitgereikt door JCI Brugge. Naast zijn rol als CEO zetelt Goemaere ook in adviesraden van onder meer Booking.com en Hogeschool VIVES. 
Vincent Goemaere werd in 2013 bestuurslid en in 2020 voorzitter van de Raad van Bestuur bij Cercle Brugge KSV, een Belgische voetbalploeg. Als voorzitter volgde hij Frans Schotte op. Na drie jaar trad Goemaere in 2023 af als voorzitter.
Vincent Goemaere werd in december 2023 bestuurder en verkozen tot voorzitter van KFC Damme, een voetbalploeg in de stad Damme met grote focus op jeugdwerking en damesvoetbal. 